# Onthophagus overlaeti
Onthophagus overlaeti là một loài bọ cánh cứng trong họ Bọ hung (Scarabaeidae).